# Shazam (ứng dụng)
Shazam là một ứng dụng được phát triển bởi Shazam Entertainment Ltd. Ứng dụng có thể xác định nhạc, phim, quảng cáo và chương trình truyền hình, dựa trên một mẫu ngắn được phát và sử dụng micrô trên thiết bị. Vào ngày 24 tháng 9 năm 2018, Shazam Entertainment Ltd. đã được Apple Inc. mua. Phần mềm có sẵn cho Android, macOS, iOS, watchOS, tvOS và Windows. Shazam Entertainment Limited được thành lập vào năm 1999 bởi Chris Barton, Philip Inghelbrecht, Avery Wang và Dhiraj Mukherjee.
Vào tháng 12 năm 2013, theo Giám đốc điều hành, Shazam là một trong mười ứng dụng phổ biến nhất trên thế giới. 
Tính đến tháng 8 năm 2014, ứng dụng Shazam có hơn 100 triệu người dùng hoạt động hàng tháng và đã được sử dụng trên hơn 500 triệu thiết bị di động.
Tháng 10 năm 2014, Shazam tuyên bố công nghệ của mình đã được sử dụng để xác định 15 tỷ bài hát.
Vào tháng 10 năm 2016, Shazam tuyên bố các ứng dụng di động của họ đã được tải xuống hơn 1 tỷ lần và người dùng đã thực hiện hơn 30 tỷ "Shazams" kể từ khi ra mắt. 
Vào tháng 12 năm 2017, Apple Inc. tuyên bố sẽ mua lại Shazam với số tiền được báo cáo là 400 triệu đô la (hơn 8 nghìn tỉ đồng). Vào ngày 23 tháng 4 năm 2018, Ủy ban Châu Âu tuyên bố rằng họ sẽ xem xét việc mua lại. Ủy ban Châu Âu đã phê duyệt việc mua lại vào ngày 6 tháng 9 năm 2018 và việc mua lại được hoàn thành vào cuối tháng đó vào ngày 24 tháng 9 năm 2018.